# Рожмберки

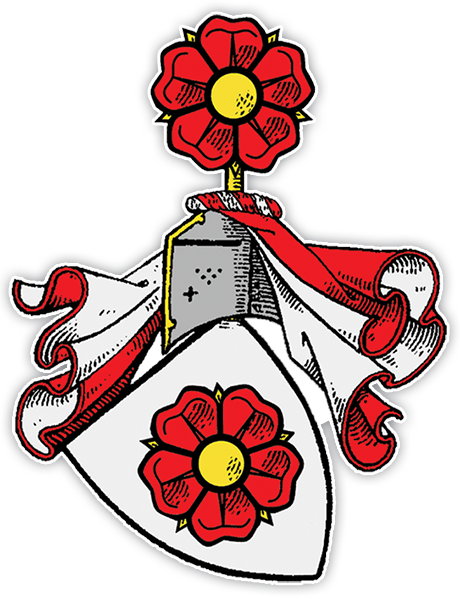
Герб Рожмберкових

Рожмбе́рки (чеськ. Rožmberkové) — богемський шляхетний, магнатський рід чеського походження XIII—XVII ст. Бічна гілка роду Вітковичів з південної Богемії. Родинне гніздо — замок Розенберг (нині — Рожмберк, Чехія). Бере початок від Вітека III, який оселився близько 1250 року в замку Розенберг, а 1253 року переніс резиденцію до Крумловського замку. Представники роду займали важливі посади при дворі правителів Богемського королівства і Священної Римської імперії. У Гуситських війнах підтримували католицьку сторону. Вигас по чоловічій після смерті Петера Вока Розенберга в 1611 році.

## Назва
- Рожмбе́ркови (чеськ. Rožmberkové) — сучасна чеська назва за назвою замку[1].
- фон Розенберг (нім. von Rosenberg), з Рожмберка (чеськ. z Rožmberka) — у тогочасних документах[2]
  - Розенберзькі (нім. von Rosenberg), Рожмберські (чеськ. z Rožmberka; Rožmberski) — на український лад[3].
- Рожмбе́рк (чеськ. Rožmberk), Розенбе́рг (нім. Rosenberg) — поширена помилкова назва без присвійної частки z чи von.

## Герб
У срібному щиті червона троянда; в клейноді — червона троянда.

Малий герб
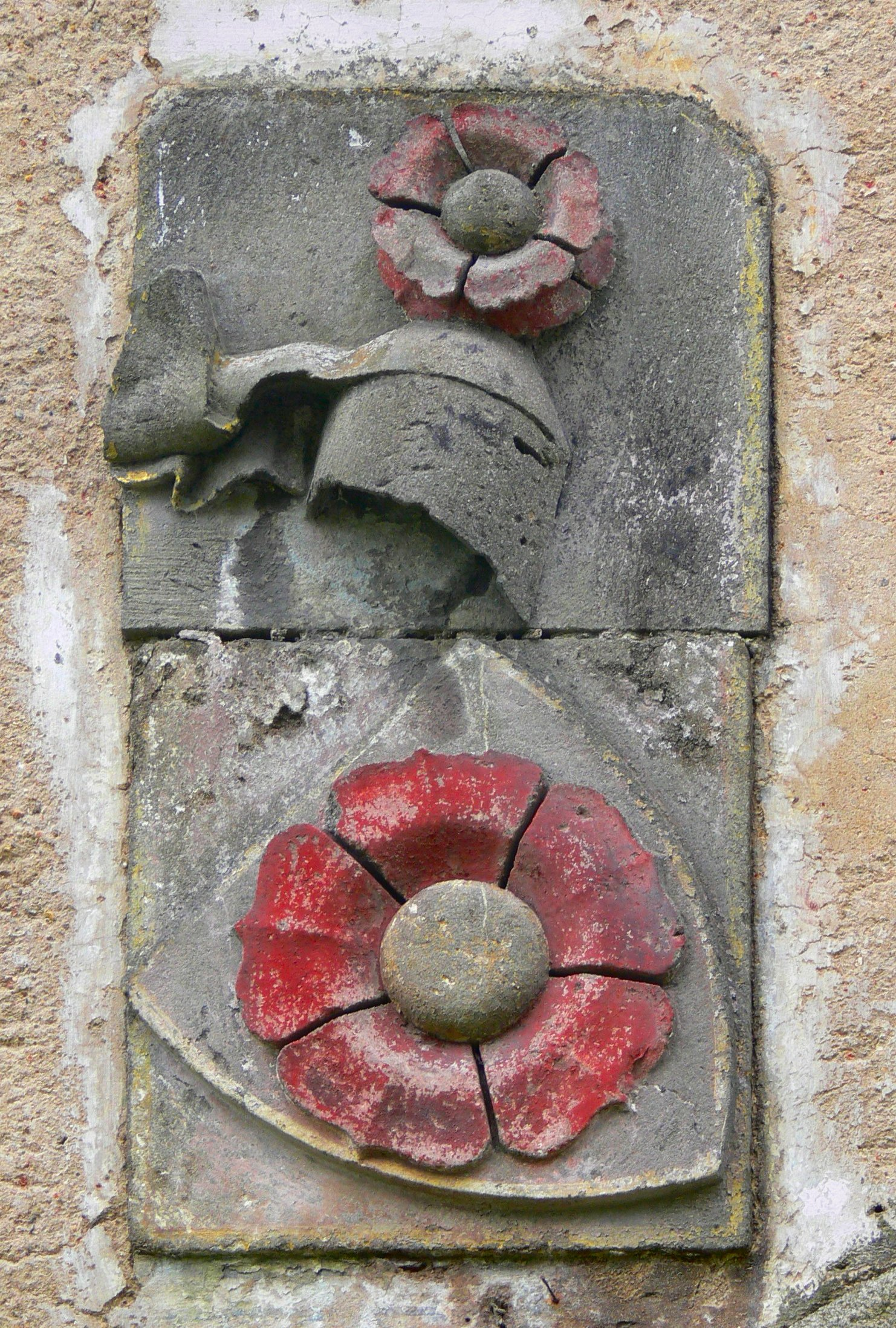
Вишебродський монастир
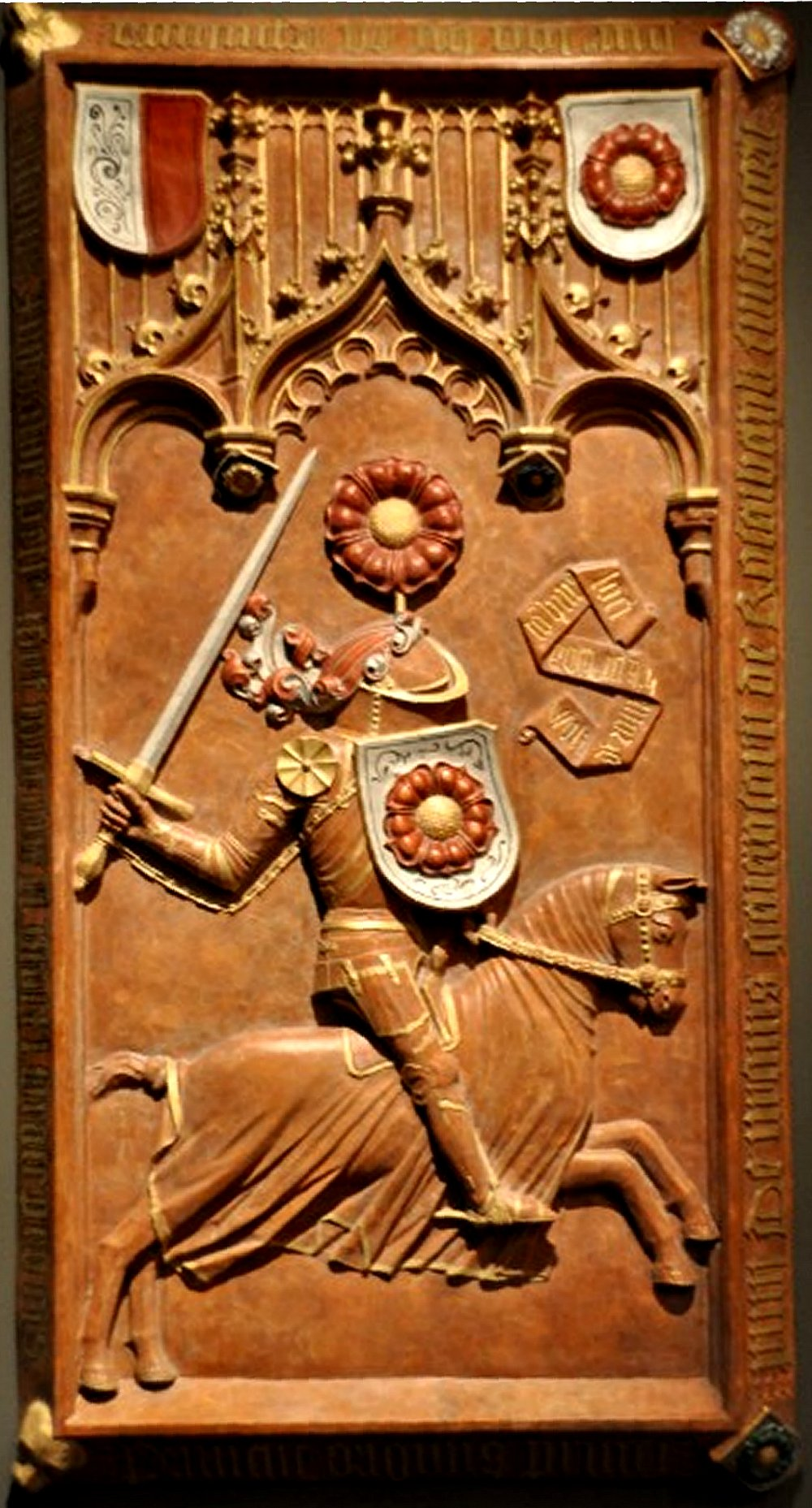
Вишебродський монастир
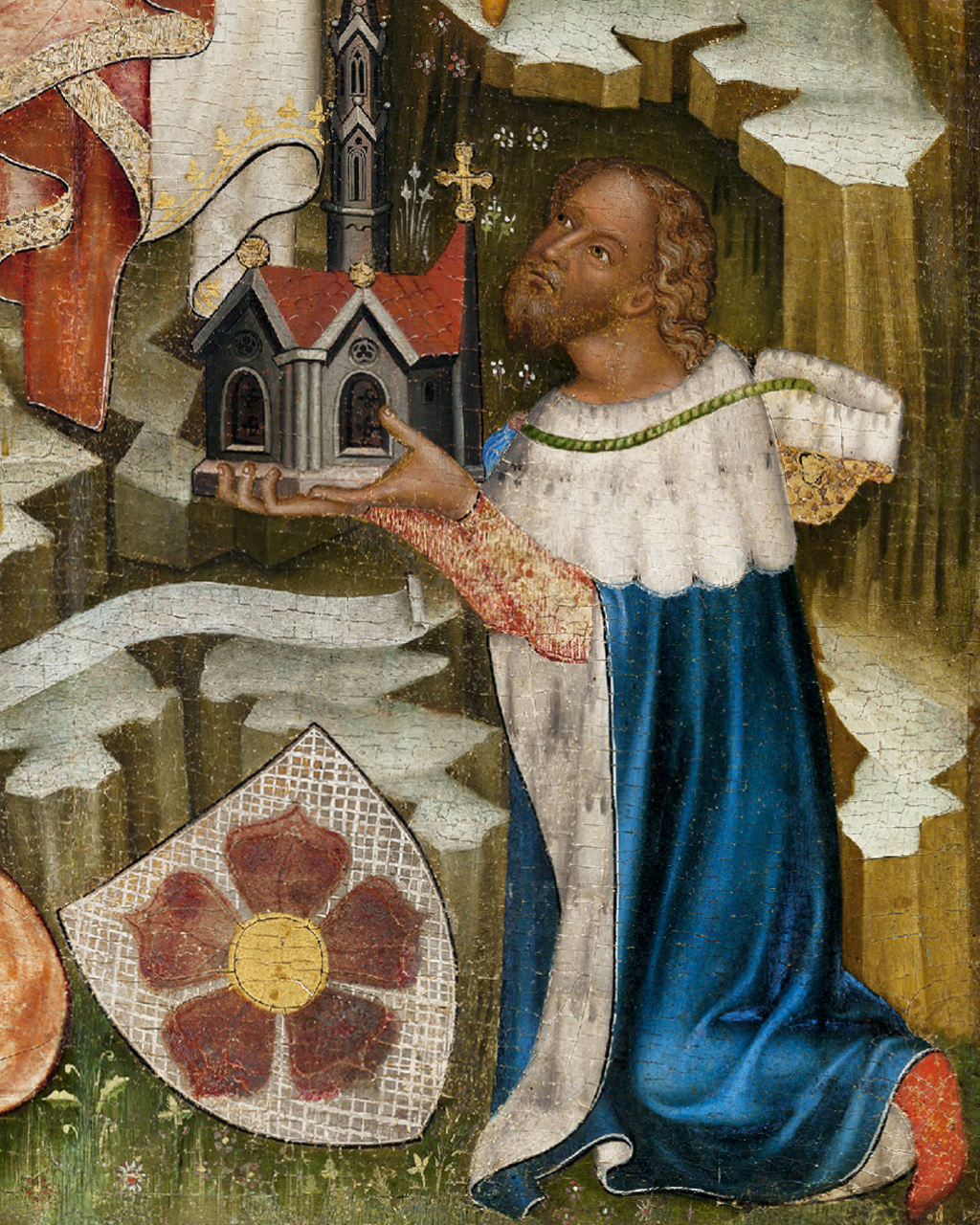
Петер Розенберг
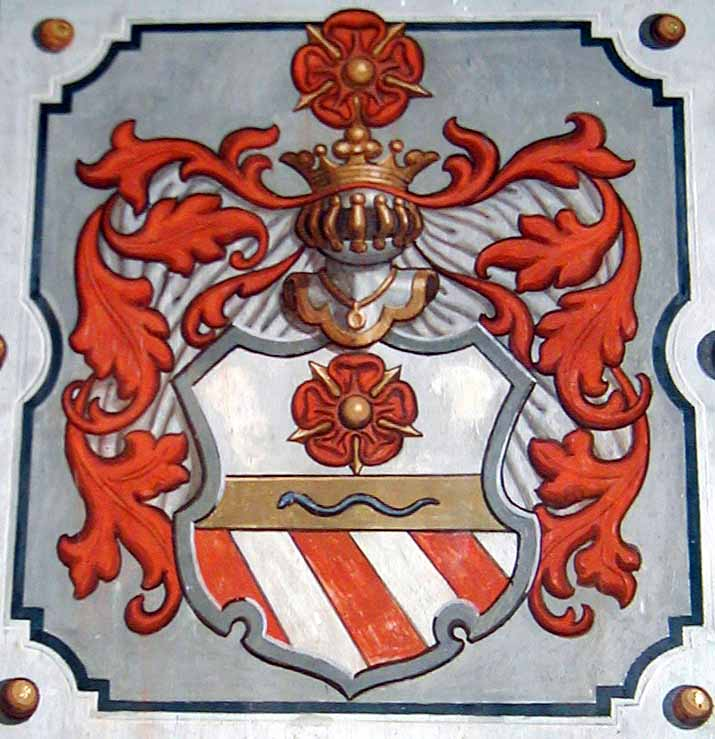
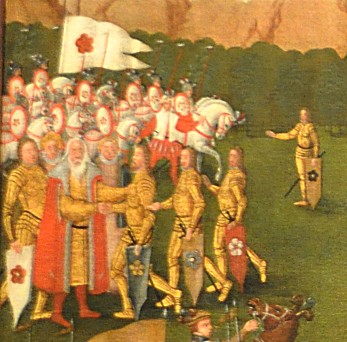
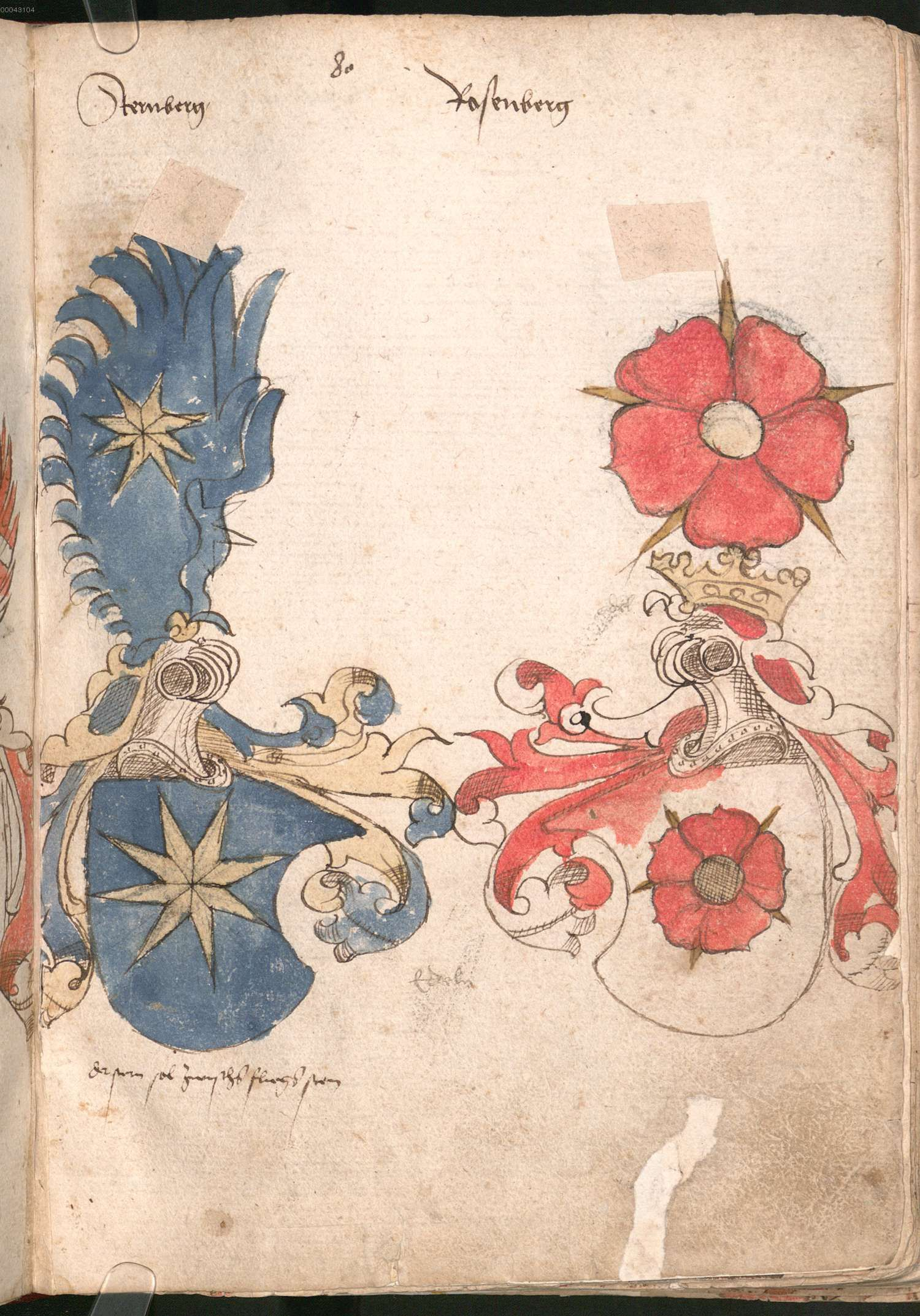
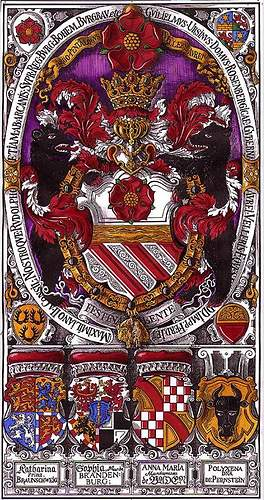
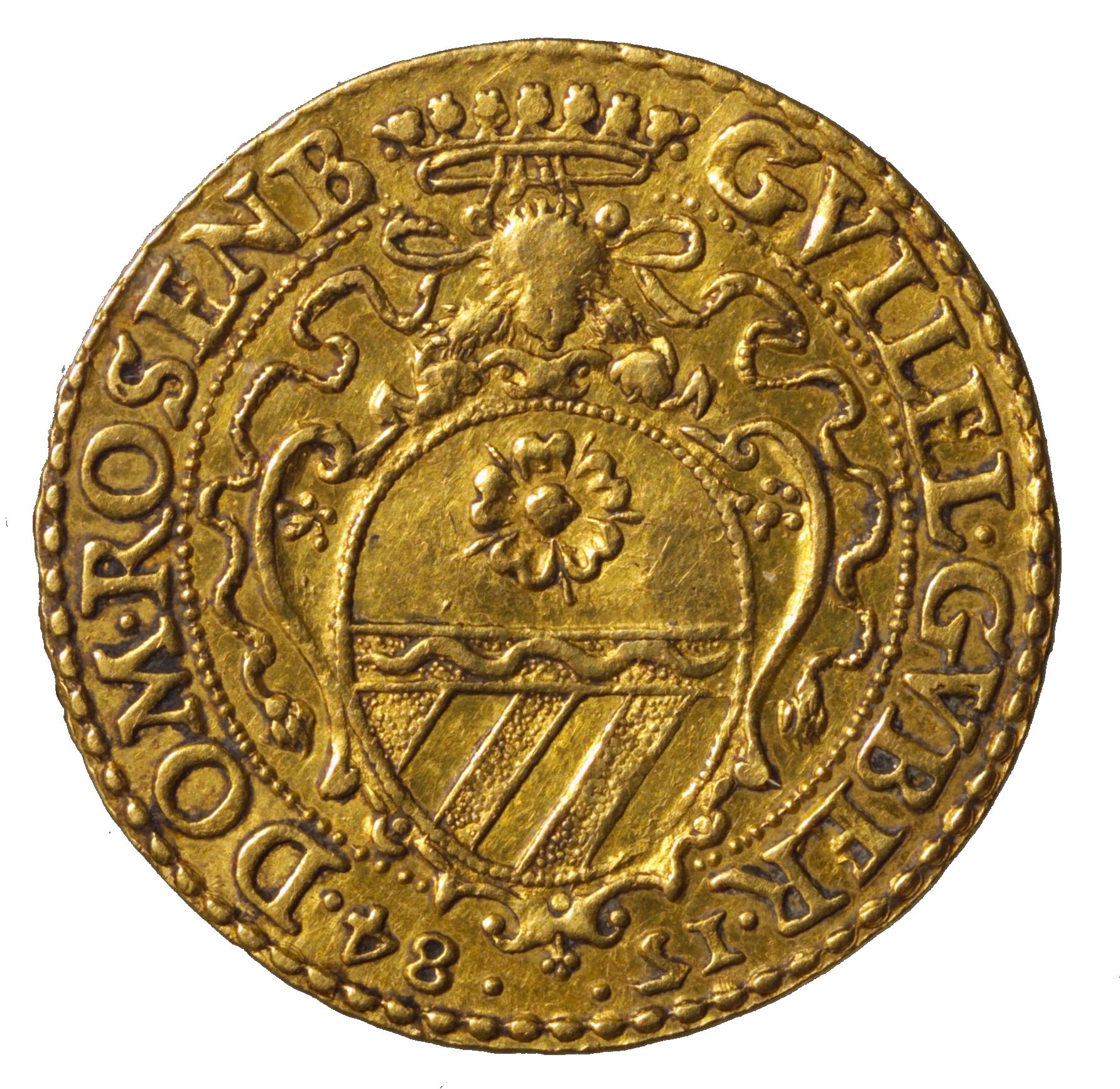
Монета Вільгельма 1584

## Представники
- Вітек III
- Петер I з Рожмберка — верховний канцлер при дворі Йоганна Богемського.
  - Ольдріх I з Рожмберка — верховний канцлер при дворі Йоганна Богемського.
    - Генріх III з Рожмберка — голова панського союзу (Panská jednota) проти короля Венцеслава IV.
      - Ольдріх II з Рожмберка — прибічник імператора Сигізмунда, лідер богемських католиків у часи Гуситських воєн.
        - Вільгельм з Рожмберка — перетворив Чеський Крумлов на політико-культурний центр Південної Богемії.
        - Петер Вок з Рожмберка — останній представник роду.

### Монографії
Німецькою
- Constantin von Wurzbach: Rosenberg (Rozmberk), čechische Linie. // Biographisches Lexikon des Kaiserthums Oesterreich. 27. Theil. Kaiserlich-königliche Hof- und Staatsdruckerei, Wien 1874, S. 8 f., S. 14.
- Matthäus Klimesch (Hrsg.): Norbert Heermann's Rosenberg'sche Chronik. Verlag der Königlich Böhmischen Gesellschaft der Wissenschaften, Prag 1897.

Чеською
- Bůžek, Václav, a kol. Světy posledních Rožmberků. Praha: Nakladatelství Lidové noviny, 2011.
- Fučíková, Eliška; Gaži, Martin; Lavička, Roman, a kol. Rožmberkové: rod českých velmožů a jeho cesta dějinami. České Budějovice: Národní památkový ústav, 2011.
- Kubíková, Anna. Rožmberské kroniky. Krátky a summovní výtah od Václava Březana. České Budějovice: Veduta, 2005.
- Hajná, Milena. Rožmberkové: cestovní průvodce. České Budějovice: Národní památkový ústav, 2011.
- Lavička, Roman; Šimůnek, Robert. Páni z Rožmberka 1250—1520: jižní Čechy ve středověku: kulturněhistorický obraz šlechtického dominia ve středověkých Čechách. České Budějovice: Veduta, 2011.
- Míka, Alois. Osud slavného domu: rozkvět a pád rožmberského dominia. České Budějovice: Růže, 1970.
- Němec, Bohumír. Rožmberkové : životopisná encyklopedie panského rodu. České Budějovice: Veduta, 2001.

### Довідники
- Annemarie Enneper. Rosenberg, von (böhmische Adelsfamilie). // Neue Deutsche Biographie. Berlin, 2005, Band 22, S. 57 f. (Digitalisat).
- z Rožmberka // Halada, Jan. Lexikon české šlechty. Praha: Akropolis, 1992, s. 129—132.